# Straldja
El municipi de Straldja (búlgar: Община Стралджа) és un municipi búlgar pertanyent a la província de Iàmbol, amb capital a la ciutat de Straldzha. Es troba al nord-est de la província. Pel seu terme municipial hi passa la carrera A1, que uneix Iàmbol amb Burgàs.
L'any 2011 tenia 12.781 habitants, el 77,19 búlgars i el 18,8% gitanos i l'1,89% turcs. A la capital municipal Straldzha, hi viu una mica menys de la meitat de la població municipal.

## Localitats
Juntament amb la capital municipal hi ha 21 pobles més al municipi:
| - Alexándrovo - Atólovo - Bogórovo - Vodeníchane - Voinika - Dzhinot - Zímnitsa - Írechekovo - Kámenets - Leyárovo - Lózenets | - Liulin - Malénovo - Nedialsko - Palaúzovo - Poliana - Právdino - Purvenets - Saransko - Tamárino - Charda |